# DDR5 SDRAM
DDR5 SDRAM (de las siglas en inglés, Double Data Rate type five Synchronous Dynamic Random-Access Memory), es la abreviatura de memoria de acceso aleatorio dinámico síncrono de quinta generación de datos. Se planeó que DDR5 reduzca el consumo de energía, mientras se duplica el ancho de banda pasando de 3,2 GB/s a los 6,4 GB/s, doblando también su tasa de transferencia máxima de los 25,6 GB/s de las DDR4 actuales a un máximo de 51,2 GB/s y la capacidad en relación con la SDRAM DDR4. La frecuencia base para la RAM DDR5 es DDR5-4800MHz.
La DDR5 permite que los reguladores de voltaje sean montados directamente en los propios módulos de memoria en vez de tener que ir en la placa base 
El tamaño de la memoria que aceptan las placas base compatibles con DDR5 también aumentan, pasando de 12 a 16 canales. Esto permite pasar del límite actual de 64 GB de las principales placas de consumo hasta los 128 GB de RAM.

## Historia
En una presentación de 2016 realizada por Intel sugirió un plan de JEDEC para lanzar una especificación SDRAM DDR5 2016, con la disponibilidad de compra del usuario final en 2020. En marzo de 2017, JEDEC anunció su plan para el lanzamiento de la especificación DDR5 en 2018.
El 15 de noviembre de 2018, SK Hynix anunció la finalización de su primer chip de memoria RAM DDR5. Funciona a 5200 MT/s a 1.1 voltios. En febrero de 2019, SK Hynix anunció un chip a 6400 MT/s, la velocidad más alta alcanzada por el Standard DDR5 preliminar. Algunas compañías planearon lanzar las primeras memorias al mercado a final del 2019. El primer chip DDR5 del mundo fue lanzado oficialmente por SK Hynix el 6 de octubre de 2020.
El Standard JEDEC LPDDR5 (Low Power Double Data Rate 5), pensado para laptops y teléfonos inteligentes fue introducido en febrero de 2019.
En agosto de 2021, Samsung reveló un DIMM de 512GB a 7200 MT/s.

## Estándares
Estos son los estándares de memoria DDR5 actualmente en el mercado:
| Nombre estándar | Velocidad del reloj (MHz) | Tiempo entre señales | Velocidad del reloj de E/S (MHz) | Operaciones por segundo | Nombre del módulo | Tasa de transferencia máxima (MT/s) |
| --------------- | ------------------------- | -------------------- | -------------------------------- | ----------------------- | ----------------- | ----------------------------------- |
| DDR5-4800       | 600                       |                      | 2400 MHz                         | 4800 millones           | PC5-38400         | 38400 MT/s                          |
| DDR5-5200       | 650                       |                      | 2600 MHz                         | 5200 millones           | PC5-41600         | 41600 MT/s                          |
| DDR5-5600       | 700                       |                      | 2800 MHz                         | 5600 millones           | PC5-44800         | 44800 MT/s                          |
| DDR5-6000       | 750                       |                      | 3000 MHz                         | 6000 millones           | PC5-48000         | 48000 MT/s                          |
| DDR5-6200       | 775                       |                      | 3100 MHz                         | 6200 millones           | PC5-49600         | 49600 MT/s                          |